# بريان روز
بريان روز (بالإنجليزية: Bryan Rose) هو منافس ألعاب قوى نيوزلندي، ولد في 24 يوليو 1943.

## وصلات خارجية
- بريان روز على موقع الاتحاد الدولي لألعاب القوى (الإنجليزية)
- بريان روز على موقع اتحاد ألعاب الكومنولث (مؤرشف) (الإنجليزية)